# Julius Asclepiodotus
Pour les articles homonymes, voir Asclépiodote.
Julius Asclepiodotus est un préfet du prétoire et un consul de l'Empire romain en 292 qui a servi sous les règnes d'Aurélien, de Probus et de Dioclétien. Il prend notamment part à la campagne de Bretagne contre Carausius et son successeur Allectus.

## Campagne contre Carausius et Allectus

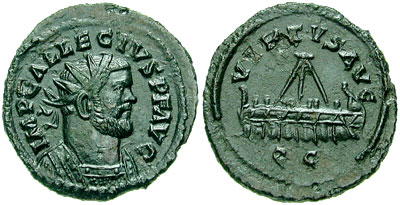
Allectus, assassin et successeur de Carausius.

En 286, l'homme que l'empereur d'Occident Maximien Hercule a nommé pour lutter contre les pirates en Bretagne, Carausius, se rebelle et se déclare Imperator de la Bretagne. En conséquence, les deux tétrarques le déclarent hors-la-loi et le condamnent à mort. Néanmoins Maximien échoue dans sa reconquête de l'île et Carausius se maintient au pouvoir jusqu'en 293, date à laquelle il est assassiné par son fonctionnaire des finances, Allectus, qui n'a ni l'habileté ni la même férocité au combat que son prédécesseur. En 296, Maximien confie le commandement de la guerre de Bretagne à son César Constance Chlore. Celui-ci débarque sur les bords de la Tamise, tandis que son préfet du prétoire Asclepiodotus contourne la flotte d'Allectus près de l'île de Wight. L'usurpateur choisit d'engager le préfet dans les collines du Hampshire, mais il est vaincu et trouve la mort au cours des combats. Malgré son rôle décisif dans la bataille, il ne reçoit pas les honneurs de la victoire qu'on réserve à Constance.

## Le roi légendaire de l'île de Bretagne
Julius Asclepiodotus a vraisemblablement inspiré le personnage d'Asclépiodote, le roi légendaire de l'île de Bretagne, décrit par Geoffroy de Monmouth dans son Historia regum Britanniae (vers 1135).